# Ihavandhippolhu-Atoll
Das Ihavandhippolhu-Atoll (Dhivehi އިހަވަންދިއްޕޮޅު) ist das nördlichste Atoll der Malediven.

## Geographie
Das Atoll liegt über 110 Kilometer südlich der zu Indien gehörigen Insel Minicoy. Dazwischen liegt der Eight Degree Channel, der den Namen des Breitengrades trägt. Vom südlich sich anschließenden großen Atoll Thiladhunmathi-Miladummadulhu (Boduthiladhunmathi) ist es durch den 4,5 km breiten Gallandu Channel getrennt.
Die Westseite des Atolls besteht aus zwei großen Riffformationen, die eine nahezu geschlossene Barriere zum offenen Ozean hin bilden, unterbrochen nur vom South West Entrance. Auf dem größeren nördlichen Riff liegt eine Reihe kleinerer Inseln. Die Ostseite hat dagegen mehrere Öffnungen, mit relativ große Inseln. Die östliche Hälfte der Lagune ist 37 bis 55 Meter tief und die westliche 18 bis 37 Meter, mit zahlreichen Untiefen besonders in der Westhälfte.
Das Atoll hat eine Gesamtfläche von 289,81 km². Auf dem Riffkranz des rund 22 km langen und bis zu 11 km breiten Atolls liegen 20 Inseln sowie drei weitere Inseln in der Lagune. Nur fünf der Inseln sind bewohnt (Ihavandhoo, Hoarafushi, Thuraakunu, Uligamu, Mulhadhoo). Zur Volkszählung 2006 war Hathifushi noch bewohnt, und zur Volkszählung 2000 auch noch Berinmadhoo. Die Bevölkerung beider Inseln wurde umgesiedelt.
Die aggregierte Landfläche der Inseln beträgt 595,8 Hektar oder 5,96 km². Die namensgebende Hauptinsel Ihavandhoo liegt im Süden der Lagune, am South West Entrance, der einzigen Passage an der Westseite des Atolls. Sie ist die südlichste der bewohnten Inseln. Die Bewohner leben hauptsächlich von Fischfang und Kokospalmen.

## Inseln
Die Inseln von Nord nach Süd:
| Inselname         | Aliasname           | Koordinaten           | Fläche Hektar | Einwohner 2006 |
| ----------------- | ------------------- | --------------------- | ------------- | -------------- |
| Thuraakunu        | Turakuna            | 07° 06′ N, 072° 54′ O | 25,7          | 347            |
| Vagaaru           | Wagaru              | 07° 06′ N, 072° 53′ O | 23,0          | –              |
| Uligamu           | Uleguma             | 07° 05′ N, 072° 56′ O | 105,9         | 267            |
| Innafinolho       | Kandufuri           | 07° 04′ N, 072° 49′ O | 16,4          | –              |
| Madulu            | Murdu               | 07° 03′ N, 072° 57′ O | 16,9          | –              |
| Berinmadhoo1)     | Beramundu           | 07° 03′ N, 072° 58′ O | 15,6          | 0              |
| Gaamathikulhudhoo | Gumati              | 07° 02′ N, 072° 59′ O | 13,5          | –              |
| Matheerah         | Matari              | 07° 02′ N, 072° 49′ O | 5,9           | –              |
| Hathifushi2)      | Hatefuri            | 07° 01′ N, 072° 50′ O | 5,3           | 101            |
| Govvafushi3)      | Collingrufuri       | 07° 01′ N, 072° 55′ O | 1,5           | –              |
| Medhafushi3)      | Medufuri            | 07° 01′ N, 072° 56′ O | 11,0          | –              |
| Mulhadhoo         | Muladu              | 07° 01′ N, 073° 00′ O | 123,1         | 172            |
| Umaraiyfinolhu    | Umarefinolhu        | 07° 01′ N, 072° 51′ O | 1,3           | –              |
| Maafinolhu        | Mafinur             | 07° 00′ N, 072° 52′ O | 14,7          | –              |
| Manafaru3)        | Manafur             | 07° 00′ N, 072° 56′ O | 15,0          | –              |
| Velifinolhu       | Seybirfuri          | 07° 00′ N, 072° 52′ O | 4,1           | –              |
| Kudafinolhu       |                     | 06° 59′ N, 072° 53′ O | 3,5           | –              |
| Hoarafushi        | Huvarafushi, Umbala | 06° 59′ N, 072° 54′ O | 66,4          | 2.204          |
| Ubulifinolhu      | Un'gulifinolhu      | 06° 58′ N, 072° 54′ O | 4,4           | –              |
| Huvahandhoo       | Hauwandu            | 06° 58′ N, 072° 54′ O | 48,7          | –              |
| Ihavandhoo        | Ihavandu            | 06° 57′ N, 072° 56′ O | 61,9          | 2.447          |
| Gallandhoo        | Gallandu            | 06° 57′ N, 072° 59′ O | 11,6          | –              |
| Dhigufaruhuraa4)  |                     | 06° 56′ N, 072° 58′ O | 0,4           | –              |

1) zur Volkszählung 2000 noch 124 Einwohner, Bevölkerung wurde umgesiedelt
 2) aktuell unbewohnt, Bevölkerung wurde umgesiedelt
 3) in der Lagune gelegen
 4) vegetationslos

## Verwaltung
Administrativ zählt Ihavandhippolhu zum maledivischen Verwaltungsatoll (Distrikt) Thiladhunmathi Uthuruburi (Haa Alif), zu dem noch der Nordteil des südöstlich benachbarten Thiladhunmathi-Miladummadulhu-Atolls gehört.